# The Simpsons Sing the Blues
 (mars 2021).
Si vous disposez d'ouvrages ou d'articles de référence ou si vous connaissez des sites web de qualité traitant du thème abordé ici, merci de compléter l'article en donnant les références utiles à sa vérifiabilité et en les liant à la section « Notes et références ».
Singles
1. Do the Bartman
Sortie : 20 novembre 1990
2. Deep, Deep Trouble
Sortie : 1991
3. God Bless the Child
Sortie : 1991
4. Look at All Those Idiots
Sortie : 1991

The Simpsons Sing the Blues est un album enregistré par les voix des Simpson paru le 4 décembre 1990 sous le label Geffen. 
Le premier single de l'album, Do the Bartman, a eu un succès international, surtout au Royaume-Uni, où le single est resté numéro 1 pendant 2 semaines consécutives après sa sortie le 16 février 1991. À sa sortie, l'album est monté numéro 3 au Billboard 200 et se vendit à plus de 2 millions d'exemplaires aux États-Unis en février 1991. Il a été certifié deux fois disque de platine par la RIAA.
Il existe des clips vidéos de Do the Bartman, Deep, Deep Trouble, et de Look at All Those Idiots qui sont sortis en 1990 et 1991. 

## Titres
Les 10 titres de cet album sont :
| No  | Titre                    | Auteur                                        | Durée |
| --- | ------------------------ | --------------------------------------------- | ----- |
| 1.  | Do the Bartman           | Bryan Loren, Michael Jackson                  |       |
| 2.  | School Day               | Chuck Berry                                   |       |
| 3.  | Born Under a Bad Sign    | Booker T. Jones, William Bell                 |       |
| 4.  | Moanin' Lisa Blues       | John Boylan, Al Jean, Mike Reiss, Jai Winding |       |
| 5.  | Deep, Deep Trouble       | Matt Groening, DJ Jazzy Jeff                  |       |
| 6.  | God Bless the Child      | Billie Holiday, Arthur Herzog, Jr.            |       |
| 7.  | I Love to See You Smile  | Randy Newman                                  |       |
| 8.  | Springfield Soul Stew    | d'après "Memphis Soul Stew" de King Curtis    |       |
| 9.  | Look at All Those Idiots | Jeff Martin, Sam Simon, Jai Winding           |       |
| 10. | Sibling Rivalry          | John Boylan, James L. Brooks, Jai Winding     |       |

Titres interprétées par :
- Bart Simpson (1, 2, 5, 10)
- Homer Simpson (3, 4 (dialogue), 5, 7)
- Lisa Simpson (4, 6, 10)
- Marge Simpson (7, 8)
- Montgomery Burns et Smithers (9)

Artistes en featuring :
- Buster Poindexter (2)
- B.B. King à la guitare (3)
- Tower of Power au cor (3)
- Joe Walsh en slide guitar (4)
- DJ Jazzy Jeff en scratch (5)
- Rosemary Butler et Marcy Levy en voix de fond (5)
- Bleeding Gums Murphy (6)
- Dr. John en solo de piano (7)